# 约翰·克里斯
约翰·克里斯（John Marwood Cleese，1939年10月27日—），英国演员、编剧和电影制作人。

## 生平
生于英格兰萨默塞特，父亲为一保险员。后来，他进入剑桥大学唐宁学院学习法律，并加入了剑桥大学马戏团。1963年，克里斯大学毕业。1969年，与其他人共同组建喜剧表演团体“Monty Python's Flying Circus”。之后，他又拍摄了若干部喜剧电影，如《巨蟒和圣杯》（Monty Python and the Holy Grail）、《万世魔星》（Life of Brian）、《人生七部曲》（The Meaning of Life）和《瑞士华庭》（The Palace）等。